# Tour de France 1914
Le Tour de France 1914 est la 12e édition du Tour de France, épreuve créée en 1903, et la dernière disputée avant le déclenchement de la Première Guerre mondiale. Organisée par le journal L'Auto, l'épreuve cycliste est courue en quinze étapes, pour une distance totale de 5 405 km. Elle se déroule du 28 juin au 26 juillet 1914.
Le coureur belge Philippe Thys, déjà vainqueur en 1913, remporte de nouveau le classement général. Lauréat de la première étape, il mène l'épreuve de bout en bout et devance les Français Henri Pélissier, vainqueur de trois étapes, et Jean Alavoine, vainqueur lui aussi d'une étape sur cette édition et déjà classé troisième du Tour en 1909. La victoire de Philippe Thys est également la troisième consécutive pour un coureur belge.
Cent-quarante-cinq coureurs prennent le départ de la course à Paris, répartis en deux catégories : d'une part les coureurs groupés, engagés par une marque de cycles, d'autre part les coureurs isolés qui participent à titre individuel et sans assistance. Seuls cinquante-quatre coureurs sont finalement classés. L'équipe Peugeot-Wolber domine très nettement l'épreuve : elle place huit de ses coureurs parmi les dix premiers du classement général, dont trois sur le podium, et remporte douze des quinze étapes. Le Belge Camille Botté, qui figure au quinzième rang, est le premier des coureurs isolés.
Le départ du Tour a lieu le même jour que l'attentat de Sarajevo, lors duquel l'archiduc François-Ferdinand d'Autriche est assassiné, mais la course n'est pas perturbée par la situation diplomatique et son évolution vers la guerre. Dans les jours qui suivent l'arrivée du Tour à Paris, de nombreux coureurs sont mobilisés et rejoignent les rangs de l'armée. Quinze des cent-cinquante-quatre engagés meurent pendant le conflit.

## Présentation

### Parcours
Le parcours du Tour de France 1914 comporte quinze étapes, toutes séparées par une journée de repos. Comme l'année précédente, le sens de rotation est inversé : les coureurs s'élancent de Paris vers l'ouest pour revenir vers la capitale par l'est. Le départ est donné le 28 juin depuis le pont de Saint-Cloud. Le parcours rejoint Le Havre, puis longe au plus près les littoraux de la Manche et de l'Océan Atlantique en faisant étape à Cherbourg, à Brest puis à La Rochelle. Les Pyrénées sont traversés via Bayonne, Luchon et Perpignan. Le Tour passe ensuite par Marseille et Nice, puis franchit les Alpes en faisant étape à Grenoble et Genève. Comme depuis 1911, le tracé longe ensuite la frontière franco-allemande établie par le traité de Francfort en 1871 et s'arrête à Belfort puis Longwy, avant de rallier Dunkerque. La dernière étape s'achève à Paris, au Parc des Princes.
Avec une distance de 470 kilomètres, la quatrième étape entre Brest et La Rochelle est la plus longue, tandis que la septième entre Luchon et Perpignan est la plus courte, avec une longueur de 323 kilomètres. Au total, les coureurs parcourent 5 405 kilomètres lors de cette édition. Le remplacement d'Aix-en-Provence par Marseille comme ville-étape est le seul changement apporté au parcours par rapport à l'année précédente.

### Règlement
Comme lors du Tour de France 1913, le classement général est établi par l'addition des temps des coureurs à chaque étape. Ces derniers sont regroupés en deux catégories : d'une part les coureurs dits « groupés », engagés par des équipes sponsorisées par des marques de cycles et de pneumatiques, d'autre part les coureurs dits « isolés » qui concourent à titre individuel.
Durant l'épreuve, les coureurs ne doivent utiliser qu'un seul vélo, poinçonné lors des opérations de contrôle, et doivent le réparer eux-mêmes en cas d'incident mécanique, sans aucune aide extérieure, sous peine d'être mis hors course. Lors des différents points de contrôle qui parsèment les étapes, les coureurs de la catégorie des groupés peuvent recevoir l'aide des soigneurs dont ils ont communiqué la liste à l'organisateur avant le départ de la course. À l'inverse, les coureurs isolés n'ont droit à aucune aide : il leur est formellement interdit de profiter de l'organisation des coureurs groupés. De même, ils ne peuvent être logés dans les mêmes hôtels que les coureurs groupés qui utilisent un vélo de la même marque,.

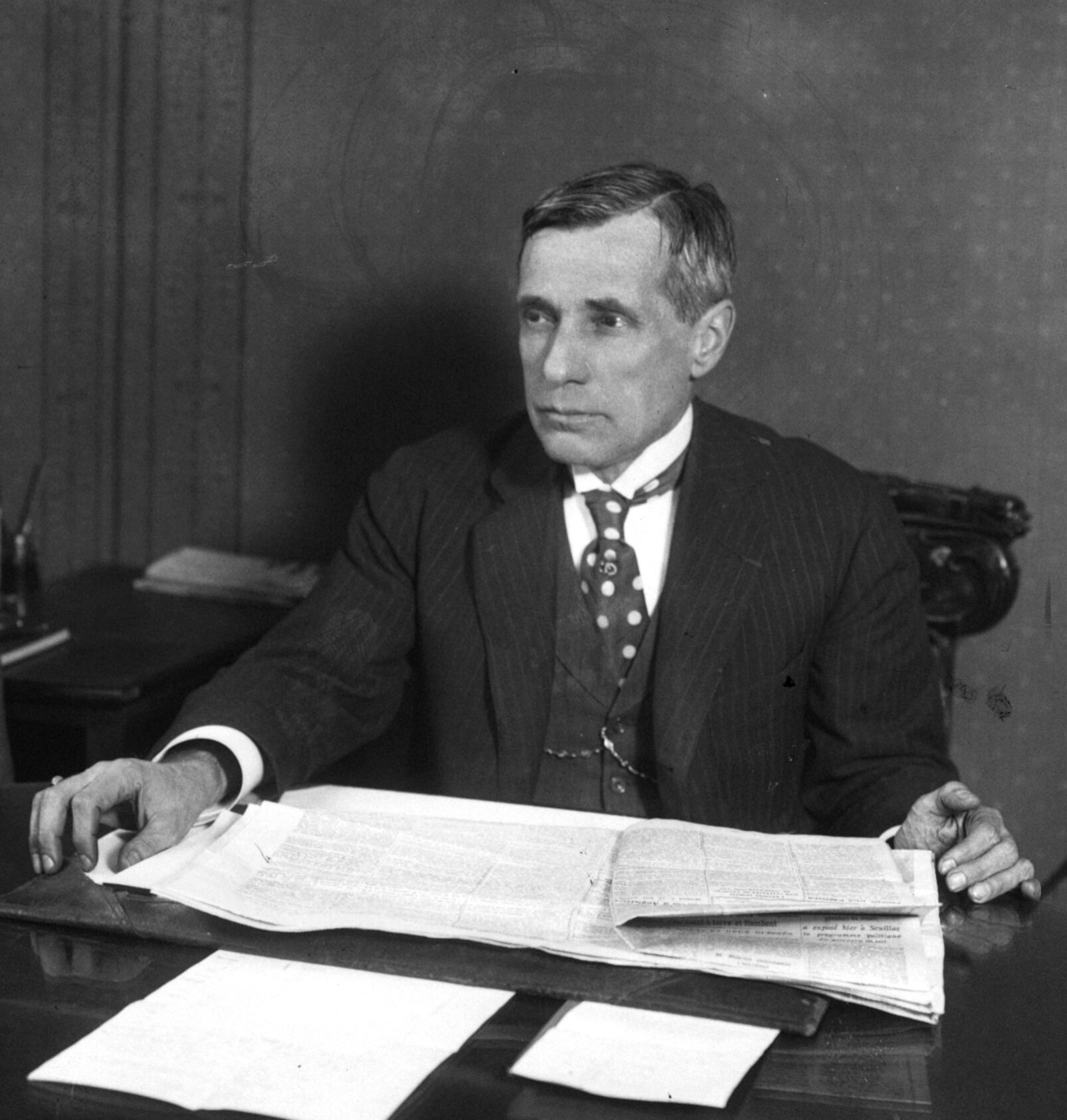
Le directeur du Tour, Henri Desgrange, en 1914.

Henri Desgrange, rédacteur en chef de L'Auto et directeur de l'épreuve, et son collaborateur Robert Desmarets, assurent tous deux la surveillance de la course à bord de véhicules fournis par la marque Peugeot. Ils sont assistés de trois commissaires de course qui suivent les étapes à bord des véhicules suiveurs des équipes de marque.
Ce Tour est marqué par l'apparition des premières plaques de cadre : afin de reconnaître plus facilement les coureurs, le numéro attribué à chaque coureur est peint en noir sur fond blanc sur une plaque ronde de 15 cm de diamètre, fixée à l'avant du cadre, sur le tube de direction. De même, par mesure de sécurité, les coureurs disposent désormais d'un sifflet pour prévenir les automobilistes de leur présence dans les descentes.

### Prix et récompenses
L'épreuve est richement dotée avec un total de prix de 30 500 francs, dont 19 500 francs pour les étapes et 11 000 francs pour le classement général. Le vainqueur du Tour reçoit la somme de 5 000 francs, le deuxième obtient 2 000 francs et le troisième reçoit 1 000 francs. Ces prix sont dégressifs et versés jusqu'au vingt-cinquième rang du classement général final. De même, des prix sont également accordés aux huit premiers coureurs classés de chaque étape, de la manière suivante : 350 francs au vainqueur, puis 200, 125, 100, 75, 50, 25 et 25. Ces montants sont doublés à partir de la neuvième étape. Des prix particuliers sont accordés aux coureurs de la catégorie des isolés, tant pour les étapes que pour le classement général : ainsi le meilleur d'entre eux reçoit 100 francs à l'arrivée des étapes, et 1 200 francs à l'arrivée de l'épreuve. Des prix spéciaux sont aussi accordés par des entreprises ou des particuliers lors de certaines étapes, tandis que le quotidien La Gazzetta dello Sport attribue une récompense aux coureurs italiens en fonction de leur classement final.
Enfin, deux challenges sont disputés par équipes : le challenge de La Vie au grand air récompense la marque de cycles qui équipe le vainqueur final, tandis que celui des Annales politiques et littéraires est attribué à l'équipe qui obtient le meilleur classement général à partir de ses trois coureurs les mieux classés. Il s'agit d'une statue de Jeanne d'Arc réalisée par le sculpteur français Antonin Mercié.

### Équipes et coureurs engagés

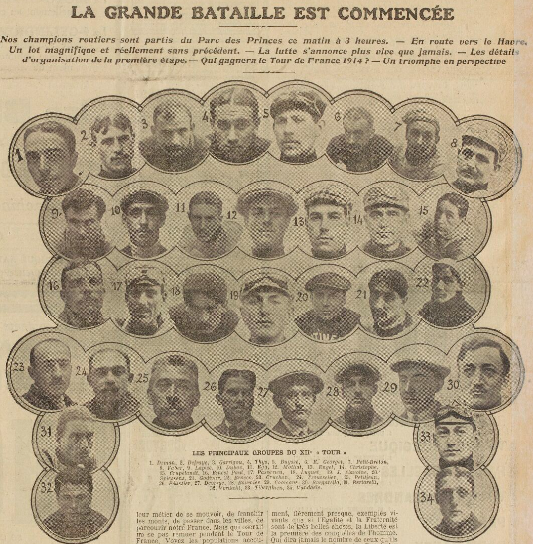
Les principaux coureurs engagés en une de L'Auto le 28 juin 1914.

Bien que 168 coureurs font parvenir leur inscription à l'organisateur, seuls 145 d'entre eux prennent le départ de la première étape. Un total de 69 coureurs, répartis en douze équipes, figurent dans la catégorie des groupés, auxquels s'ajoutent 76 coureurs isolés.
L'équipe Peugeot-Wolber, qui engage douze coureurs, apparaît comme la mieux armée de toutes. Elle compte dans ses rangs trois anciens vainqueurs de l'épreuve, le Belge Philippe Thys, tenant du titre, le Luxembourgeois François Faber, vainqueur en 1909, et le Français Gustave Garrigou, lauréat en 1911, mais également des coureurs d'expérience comme Eugène Christophe, Émile Georget, Jean Alavoine, Louis Heusghem ou Firmin Lambot, déjà tous vainqueurs d'étape sur la Grande Boucle. De jeunes coureurs ambitieux complètent son effectif, comme le Français Henri Pélissier, double vainqueur du Tour de Lombardie, ou le Suisse Oscar Egg, ancien détenteur du record de l'heure cycliste. La formation Alcyon-Soly, composée uniquement de coureurs belges, est la principale concurrent de la firme Peugeot, dans la mesure où ses coureurs ont remporté d'importants succès dans les classiques du début de saison. Organisée autour d'Odile Defraye, vainqueur de l'épreuve en 1912, elle aligne notamment Marcel Buysse, vainqueur du Tour des Flandres, Paul Deman, lauréat de Bordeaux-Paris, ou encore Louis Mottiat, qui a remporté Paris-Bruxelles et le Tour de Belgique. Avec dix coureurs engagés, l'équipe Automoto-Continental affiche elle aussi de grandes ambitions, avec dans ses rangs les expérimentés Lucien Petit-Breton, double vainqueur du Tour en 1907 et 1908, et Louis Trousselier, lauréat en 1905, le jeune Louis Luguet, deuxième de Paris-Roubaix, ainsi que trois coureurs italiens dont le futur campionissimo, Costante Girardengo.
À côté de ces trois grandes formations, les effectifs des autres équipes sont moins fournis. La Française-Hutchinson aligne néanmoins Charles Crupelandt, double vainqueur de Paris-Roubaix et champion de France en titre, ainsi qu'Octave Lapize, vainqueur du Tour de France 1910. Parmi les autres coureurs de renom figurent d'ancien vainqueurs d'étape sur l'épreuve, comme Ernest Paul au sein de la formation Delage-Continental, ou Georges Passerieu, qui conduit l'équipe Phebus-Dunlop aux côtés d'Ivor Munro et Donald Kirkham, les deux premiers coureurs australiens engagés sur le Tour de France.
La catégorie des isolés réunit essentiellement des coureurs amateurs, mais également des coureurs engagés par des équipes professionnelles le reste de l'année mais non sélectionnés pour le Tour, comme le Belge Albert Dejonghe et l'Italien Ottavio Pratesi, qui courent habituellement sous les coureurs de la formation Alcyon.
Le Tour 1914 compte donc la présence de sept anciens vainqueurs, ce qui constitue un record dans l'histoire de l'épreuve, mais d'autres coureurs présents au départ remporteront l'épreuve après guerre : c'est le cas de Firmin Lambot (1919 et 1922), Léon Scieur (1921), Henri Pélissier (1923) et Lucien Buysse (1926).
| N°      | Équipes                 |
| ------- | ----------------------- |
| 1-8     | Alcyon-Soly             |
| 9-20    | Peugeot-Wolber          |
| 21-30   | Automoto-Continental    |
| 31-35   | Gladiator-Dunlop        |
| 36-40   | Delage-Continental      |
| 41      | Armor-Soly              |
| 42-45   | Clément-Dunlop          |
| 47-49   | Phebus-Dunlop           |
| 50-56   | J.B. Louvet-Continental |
| 57-62   | Alleluia-Continental    |
| 64-69   | La Française-Hutchinson |
| 70-71   | Thomann-Soly            |
| 101-197 | Individuel              |

## Déroulement de la course

### Un début de Tour sans relief (de la1reà la5eétape)
Le douzième Tour de France s'élance le 28 juin 1914 depuis le pont de Saint-Cloud, après un défilé depuis le vélodrome du Parc des Princes où se sont tenues les opérations de contrôle. Le départ est donné à 3 h du matin. La première étape, qui conduit les coureurs jusqu'au Havre, est peu animée. Ce n'est qu'après avoir rejoint les côtes de la Manche, aux environs de Dieppe, que le peloton s'agite. L'étape provoque une hécatombe chez les coureurs isolés qui sont nombreux à faire preuve de malchance, souvent victimes de crevaisons, mais encore d'une chute provoquée par un motocycliste, comme c'est le cas du coureur stéphanois Joanny Panel. À l'arrivée au Havre, un peloton de favoris se dispute la victoire au sprint, remporté par le tenant du titre Philippe Thys. Quelques leaders sont retardés, à l'image de Lucien Petit-Breton et François Faber, qui concèdent près de six minutes en raison d'une crevaison.
La deuxième étape, qui mène les coureurs jusqu'à Cherbourg, se déroule sous une chaleur accablante et provoque d'importants écarts au classement général. Les Belges Philippe Thys et Jean Rossius profite de la dernière côte du parcours, à Octeville, pour s'isoler en tête. Rossius, pourtant moins expérimenté, s'adjuge l'étape, tandis que les deux hommes partagent la tête du classement général. De nombreux favoris accusent un retard important : Octave Lapize concède dix-huit minutes, Faber et Petit-Breton, déjà retardés la veille, perdent de nouveau vingt et vingt-trois minutes, tandis que l'espoir italien Costante Girardengo finit à plus d'une heure, loin devant Paul Duboc : deuxième du Tour de France 1911, le Normand concède plus de deux heures au cours de cette étape. Tandis que plusieurs coureurs isolés abandonnent, l'un d'eux, Marcel Allain, est mis hors course pour avoir effectué une partie de l'étape en train.
La pluie accompagne les coureurs dans la troisième étape entre Cherbourg et Brest, ce qui explique le peu d'animation au sein du peloton, au grand regret du directeur de la course, Henri Desgrange. C'est finalement Émile Engel qui s'impose au sprint, apportant la première victoire française sur ce Tour et déjà le deuxième succès pour Peugeot. De nombreux abandons sont enregistrés, tandis que certains favoris perdent toutes chances de briller dans l'épreuve, à l'image de François Faber qui perd de nouveau près d'une demi-heure. La quatrième étape, qui mène les coureurs à La Rochelle, est aussi la plus longue de cette édition, ce qui n'empêche pas deux coureurs de se lancer dans une longue échappée : Émile Georget, bien placé au classement général, passe à l'offensive en compagnie de Constant Ménager, mais il est contraint de lâcher prise à l'approche de La Roche-sur-Yon, victime de trois crevaisons successives. Seul en tête, Ménager oppose une belle résistance au peloton, mais doit céder à son tour à seulement 15 km de l'arrivée. Henri Pélissier et Oscar Egg, coéquipiers chez Peugeot, s'extirpent finalement du groupe des favoris. Ce mouvement de course permet à Pélissier de reprendre deux minutes à Philippe Thys au classement général, tandis qu'Egg remporte l'étape. La cinquième étape vers Bayonne, dépourvue de relief, l'est aussi de spectacle, les coureurs souhaitant s'économiser à l'approche des Pyrénées. Oscar Egg montre une nouvelle fois ses qualités de sprinteurs pour s'adjuger une deuxième victoire d'étape consécutive.

### Traversée des Pyrénées (6eet7eétapes)
L'équipe Peugeot démontre sa mainmise sur l'épreuve lors des deux étapes pyrénéennes. Dans l'étape des grands cols, qui conduit les coureurs à Luchon, Oscar Egg et Henri Pélissier passent à l'offensive dans la montée du col d'Aubisque, creusant rapidement l'écart avec leurs poursuivants. Au sommet, ils possèdent une minute d'avance sur leur coéquipier Firmin Lambot, tandis que les deux leaders du classement général, Philippe Thys et Jean Rossius, sont déjà pointés à neuf minutes.
Mais l'ascension du col du Tourmalet, véritable juge de paix de l'étape, rebat les cartes : de nombreux coureurs connaissent une défaillance dans les pentes les plus fortes à la sortie de Barèges. C'est notamment le cas d'Henri Pélissier, victime d'une fringale et soutenu par son coéquipier Émile Georget qui le remet en selle. Au sommet, Lambot passe en tête avec neuf minutes d'avance sur Thys, tandis que Pélissier, accompagné d'un autre coéquipier, Jean Alavoine, est à plus de douze minutes. Les écarts se creusent encore dans le col d'Aspin et, après avoir franchi le col de Peyresourde, les coureurs arrivent éparpillés à Luchon. Vainqueur de l'étape, Lambot finit avec un peu plus de sept minutes d'avance sur Philippe Thys, tandis qu'Alavoine et Pélissier permettent à Peugeot d'occuper les quatre premières places. Des coureurs sont très attardés : Lucien Petit-Breton, Octave Lapize et François Faber sont à plus d'1 h 30, Eugène Christophe à plus de deux.
Désormais seul en tête du classement général, Philippe Thys prend une sérieuse option sur la victoire finale, avec près de 34 min d'avance sur son coéquipier, Henri Pélissier. Ce dernier reçoit les critiques des journalistes suiveurs qui estiment qu'il a « cour[u] plus avec les jambes qu'avec la tête » dans cette étape. Heurté par une voiture de l'organisation dans la montée du col d'Aubisque, le Franco-Tunisien Ali Neffati est conduit à Luchon à bord d'un véhicule, et crédité d'un temps qui lui permet de conserver la place qu'il occupait la veille au classement général, comme le prévoit le règlement.
Dans l'étape suivante vers Perpignan, Jean Alavoine affiche une forme étincelante et franchit en tête la plupart des cols. Il s'impose à l'arrivée, réglant au sprint ses quatre compagnons d'échappée, dont Thys et Pélissier qui se neutralisent.

### Du rivage méditerranéen à la traversée des Alpes (de la8eà la12eétape)
La huitième étape entre Perpignan et Marseille est disputée sous une chaleur accablante, ce qui provoque l'apathie des coureurs et la colère du directeur de course, Henri Desgrange : « Il m'arrive aujourd'hui une chose qui était, dans ma mémoire, sans précédent : je ne trouve, à l'arrivée à Marseille, sur mon bloc-notes, aucune note et cette viduité parfaite correspond admirablement à l'aspect que l'étape d'aujourd'hui a présenté. » Vingt-cinq coureurs arrivent groupés au vélodrome de Marseille, ce qui pousse la direction de course à organiser une finale de vitesse pour attribuer la victoire d'étape. Décevant dans la traversée des Pyrénées, Octave Lapize la remporte.
Le Belge Jean Rossius profite du final accidenté de l'étape suivante vers Nice, et notamment des pentes du col de Braus, pour remporter sa deuxième victoire d'étape et se replacer au troisième rang du classement général. Il perd néanmoins trois équipiers sur abandon, tandis que deux anciens vainqueurs de l'épreuve quittent eux aussi la route du Tour : Lucien Petit-Breton, amoindri par une sciatique, et Lapize, qui vient d'apprendre le décès de sa mère.
La dixième étape entre Nice et Grenoble, via le col d'Allos et le col Bayard, est l'une des plus difficiles du parcours. L'équipe Peugeot contrôle la course : très en verve dans les différentes ascensions du jour, Henri Pélissier remporte finalement l'étape en devançant au sprint ses trois coéquipiers Jean Alavoine, Firmin Lambot et Philippe Thys, qui conserve la tête du classement général. Bien que la course d'équipe l'incite à la prudence et à une certaine réserve, Henri Pélissier affirme à Robert Desmarets, collaborateur d'Henri Desgrange, qu'il ne renonce pas à la victoire finale et croit plus que jamais en ses chances. Dans l'étape suivante, il place une attaque dans l'ascension du col du Galibier. Un temps distancé, Thys le rejoint finalement, aidé par Gustave Garrigou qui s'impose à Genève. Le classement général ne subit aucune modification majeure. Dans le sillage de Jean Alavoine, Pélissier attaque de nouveau dans la montée du Ballon d'Alsace, dernière difficulté de la douzième étape vers Belfort. Vainqueur en solitaire à l'arrivée, après la crevaison d'Alavoine, il reprend 2 min 37 s à Philippe Thys, mais son retard sur le coureur belge est encore de 31 min 50 s.

### De Belfort à Paris (de la13eà la15eétape)

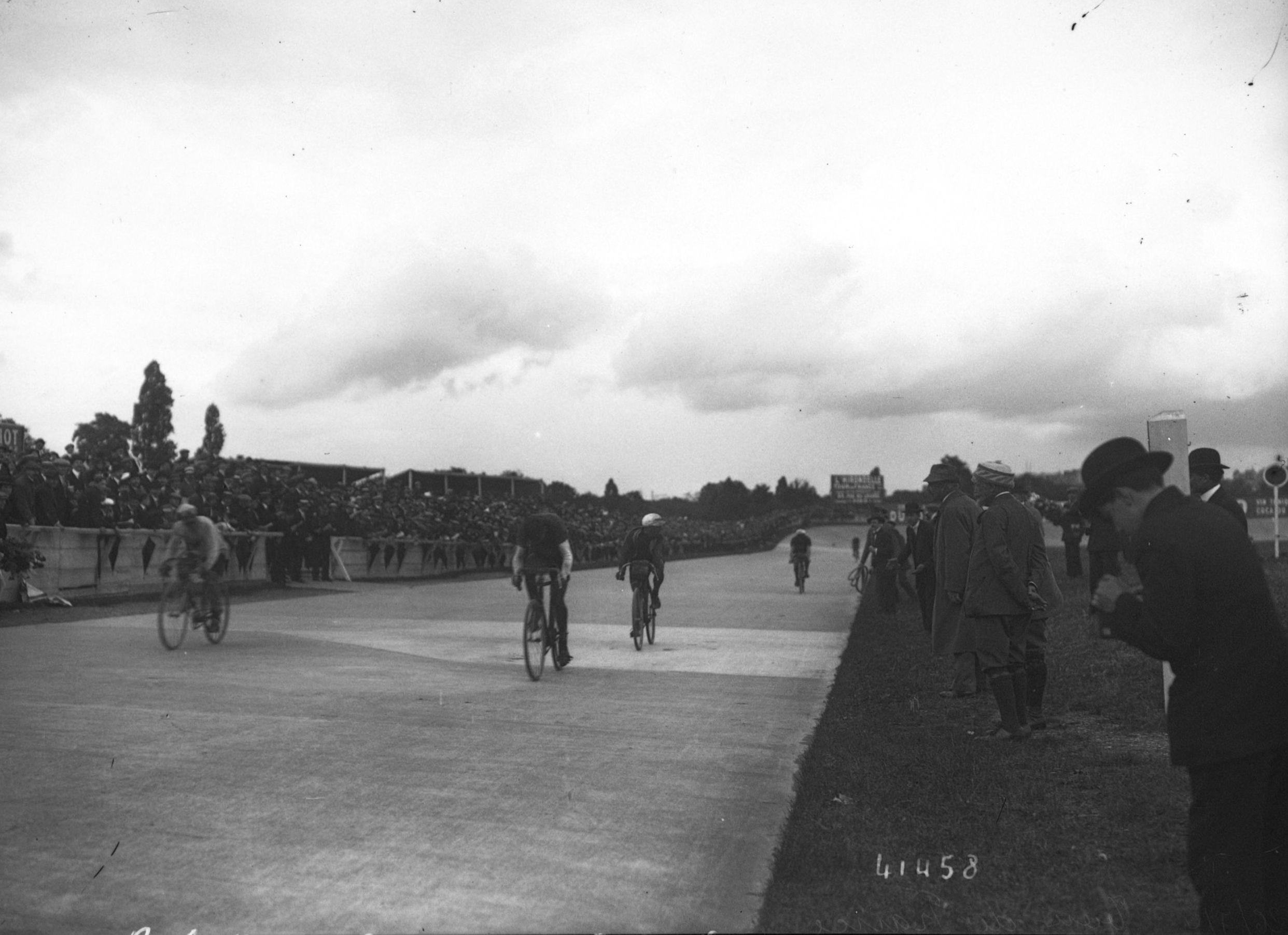
Henri Pélissier franchit le premier la ligne d'arrivée au vélodrome du Parc des Princes.

La treizième étape entre Belfort et Longwy n'apporte aucun changement au classement général. En retrait depuis le départ du Tour, François Faber réussit un exploit retentissant : il s'impose dans la cité industrielle après avoir mené une échappée en solitaire de plus de 200 km, tandis que les favoris arrivent groupés. Bien qu'il reconnaisse la performance du champion luxembourgeois, Henri Desgrange regrette qu'il ait pu bénéficier d'une certaine mansuétude de la part du peloton, cadenassé par ses équipiers de la formation Peugeot. À l'arrivée à Longwy, Faber apparaît légèrement ivre, titubant, ce que ne manquent pas de relever les suiveurs. Un journaliste de Sporting affirme : « Le vainqueur de l'étape, qui s'excitait à la fine champagne depuis le départ, ne trouvait pas la route assez large et vraiment l'instinct est une belle chose s'il lui a permis d'arranger ses rayons, car, à l'arrivée, Faber ne voyait pas les arbres. »
Le Luxembourgeois remporte également l'étape suivante à Dunkerque, devançant au sprint les autres hommes de tête, tandis que le suspense du Tour est relancé. Bien qu'il finisse dans le même temps qu'Henri Pélissier, Philippe Thys écope d'une pénalité de trente minutes : victime d'une chute près de Bailleul, il répare rapidement sa roue cassée grâce à l'aide de son coéquipier Louis Heusghem, mais il oublie de rapporter aux commissaires de course le moyeu brisé comme preuve de l'accident, comme le stipule le règlement. Toujours en tête du classement général, Thys ne conserve qu'1 min 50 s sur son coéquipier.
Le coureur belge n'est pourtant pas inquiété dans la dernière étape, conformément au souhait d'Alphonse Baugé, directeur sportif de Peugeot, qui veut avant tout préserver l'intérêt de l'équipe. Tandis que la pluie accompagne le peloton dans la première moitié de l'étape, les coureurs restent groupés. Henri Pélissier produit son effort à Marly-le-Roi, dans la côte du Cœur-Volant, mais ne parvient pas à distancer Philippe Thys. Deux autres coureurs les accompagnent, le Français Maurice Brocco et le Belge Jean Rossius. Ce dernier, bien que n'appartenant pas à la même équipe que Thys, favorise les intérêts de son compatriote et lui apporte son soutien. À l'arrivée sur la piste du vélodrome du Parc des Princes, où se sont réunis plus de 30 000 spectateurs, Pélissier se montre le plus rapide et remporte sa troisième victoire d'étape.

## Résultats

### Les étapes
L'équipe Peugeot remporte douze des quinze étapes : seuls Jean Rossius et Octave Lapize interrompent l'hégémonie de la formation dirigée par Alphonse Baugé. Déjà vainqueur d'une étape en 1913, Henri Pélissier est le coureur le plus victorieux sur ce Tour avec trois succès. Jean Rossius, Émile Engel et Oscar Egg remportent leur première victoire d'étape sur le Tour, tandis que tous les autres vainqueurs s'étaient déjà imposés les années précédentes. Le tableau suivant donne le palmarès des différentes étapes de cette édition.
| Étape,    | Date       | Villes étapes                        |                   | Distance (km) | Vainqueur d’étape | Leader du classement général |
| --------- | ---------- | ------------------------------------ | ----------------- | ------------- | ----------------- | ---------------------------- |
| 1re étape | 28 juin    | Saint-Cloud – Le Havre               | Étape de plaine   | 388           | Philippe Thys     | Philippe Thys                |
| 2e étape  | 30 juin    | Le Havre – Cherbourg                 | Étape de plaine   | 364           | Jean Rossius      | Philippe Thys Jean Rossius   |
| 3e étape  | 3 juillet  | Cherbourg – Brest                    | Étape de plaine   | 405           | Émile Engel       | Philippe Thys Jean Rossius   |
| 4e étape  | 5 juillet  | Brest – La Rochelle                  | Étape de plaine   | 470           | Oscar Egg         | Philippe Thys Jean Rossius   |
| 5e étape  | 7 juillet  | La Rochelle – Bayonne                | Étape de plaine   | 379           | Oscar Egg         | Philippe Thys Jean Rossius   |
| 6e étape  | 8 juillet  | Bayonne – Luchon                     | Étape de montagne | 326           | Firmin Lambot     | Philippe Thys                |
| 7e étape  | 10 juillet | Luchon – Perpignan                   | Étape de montagne | 323           | Jean Alavoine     | Philippe Thys                |
| 8e étape  | 12 juillet | Perpignan – Marseille                | Étape de plaine   | 370           | Octave Lapize     | Philippe Thys                |
| 9e étape  | 14 juillet | Marseille – Nice                     | Étape de montagne | 338           | Jean Rossius      | Philippe Thys                |
| 10e étape | 16 juillet | Nice – Grenoble                      | Étape de montagne | 333           | Henri Pélissier   | Philippe Thys                |
| 11e étape | 18 juillet | Grenoble – Genève (SUI)              | Étape de montagne | 325           | Gustave Garrigou  | Philippe Thys                |
| 12e étape | 20 juillet | Genève (SUI) – Belfort               | Étape de montagne | 335           | Henri Pélissier   | Philippe Thys                |
| 13e étape | 22 juillet | Belfort – Longwy                     | Étape de montagne | 325           | François Faber    | Philippe Thys                |
| 14e étape | 24 juillet | Longwy – Dunkerque                   | Étape de plaine   | 390           | François Faber    | Philippe Thys                |
| 15e étape | 26 juillet | Dunkerque – Paris - Parc des Princes | Étape de plaine   | 340           | Henri Pélissier   | Philippe Thys                |

Note : en 1914, il n'y a aucune distinction entre les étapes de plaine ou de montagne ; les icônes indiquent simplement la présence ou non d'ascensions notables durant l'étape.

### Classement général

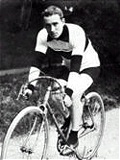
Philippe Thys, le vainqueur du Tour de France 1914.

Cinquante-quatre coureurs franchissent la ligne d'arrivée à Paris et figure au classement général de l'épreuve. Déjà vainqueur en 1913, Philippe Thys remporte un deuxième Tour consécutif. Il est le deuxième coureur à réussir cet exploit dans l'histoire de l'épreuve, après Lucien Petit-Breton en 1907 et 1908. Il parcourt les 5 405 kilomètres de l'épreuve en un peu plus de 200 heures, soit une moyenne horaire légèrement inférieure à 27 km/h.
Deux coureurs de l'équipe Peugeot-Wolber complètent le podium : Henri Pélissier à la deuxième place et Jean Alavoine à la troisième, un rang qu'il a déjà obtenu sur le Tour de France 1909. L'équipe française complète sa domination par la présence de huit de ses coureurs dans les dix premiers du classement général, tandis qu'onze des douze coureurs qu'elle engage au départ finissent l'épreuve.
Après la victoire de Thys en 1913 et celle d'Odile Defraye en 1912, c'est la troisième fois consécutive qu'un coureur belge remporte le Tour de France. Les Belges placent par ailleurs neuf coureurs dans les vingt premiers du classement général. Parmi eux, Camille Botté, quinzième à plus de dix heures de Thys, est le premier coureur de la catégorie des isolés. Le classement général complet du Tour de France 1919 est donc le suivant :
Les classements annexes, comme celui du classement par points ou du meilleur grimpeur, sont apparus ultérieurement dans l'histoire du Tour de France.

## Bilan et postérité

### L'avènement d'une nouvelle génération
Le Tour de France 1914 marque un changement de génération. Philippe Thys, qui remporte son deuxième Tour, n'a pas encore 24 ans, et son dauphin Henri Pélissier est lui aussi à l'aube de sa carrière. Plusieurs coureurs se révèlent, à l'image de Jean Rossius qui remporte deux étapes et termine quatrième de l'épreuve, alors qu'il ne s'agit que de sa deuxième participation. À l'inverse, les coureurs expérimentés semblent en retrait. Les anciens vainqueurs connaissent des fortunes diverses. Si Octave Lapize et François Faber se distinguent par de nouvelles victoires d'étape, ils ne sont jamais en mesure de rivaliser pour le classement général, tandis que Lucien Petit-Breton, affaibli, finit par abandonner.
Par ailleurs, la réussite de Thys démontre le succès d'une nouvelle approche dans la préparation de l'épreuve. Contrairement à ses compatriotes, qui remportent la plupart des épreuves du début de saison, Philippe Thys fait le choix de peu courir au printemps pour se concentrer uniquement sur le Tour, comme le souligne l'historien du cyclisme Jean-Paul Bourgier : « Thys assoit sa notoriété et enrichit son palmarès en misant avant tout sur d'excellents résultats acquis sur le Tour de France. Le premier coureur du genre. » En course, il se montre fin calculateur et ne produit jamais d'efforts inutiles, faisant preuve d'une grande maîtrise dans la gestion de l'avance acquise sur la première étape et dans les Pyrénées.

### Le dernier Tour avant la Grande guerre
Le Tour de France 1914 s'élance le 28 juin, soit le même jour que l'assassinat de l'archiduc François-Ferdinand d'Autriche à Sarajevo. Pour autant, la compétition se déroule normalement et se poursuit jusqu'à son terme sans être perturbée par les évènements internationaux. À l'arrivée à Paris, ni les organisateurs ni les coureurs ne semblent préoccupés et inquiets de l'avenir. Le vainqueur Philippe Thys déclare notamment dans L'Auto : « Dites à vos lecteurs que l'an prochain, je tenterai de faire la passe de trois ». Le déclenchement de la Première Guerre mondiale empêchera pourtant la tenue du Tour en 1915 et entraînera son interruption jusqu'en 1919.
L'arrivée du Tour le 26 juillet précède de quelques jours l'ordre de mobilisation en France le 1er août, et la déclaration de guerre le 3 août. De nombreux coureurs sont mobilisés et la rapidité de cet ordre en surprend certains qui avaient choisi d'honorer des contrats à l'étranger dans les jours suivants l'arrivée du Tour. Quelques-uns connaissent des déboires pour rentrer en France : c'est le cas de Charles Crupelandt, engagé sur la piste du stade olympique de Berlin et qui voyage sous identité néerlandaise pour regagner son pays, ou de Henri Pélissier, qui devait participer à une épreuve à Liège et abandonne ses deux vélos sur le quai pour monter à bord d'un train réservé aux hommes mobilisables.
Dans les colonnes de L'Auto, Henri Desgrange fait directement référence à la situation diplomatique et signe le 3 août, un édito emprunt de violence à l'égard des Prussiens, intitulé « Le Grand match », et dans lequel il exhorte les « soldats du cyclisme » français à se montrer fervents patriotes,.
Quinze coureurs ayant pris part au Tour 1914 meurent au combat pendant le conflit, soit un peu plus de 10 % de l'effectif total des participants. Parmi eux figurent notamment Octave Lapize, Lucien Petit-Breton ou encore François Faber qui, bien que Luxembourgeois, avait choisi de s'engager dans la Légion étrangère.